# 伊勢湾横断ガスパイプライン
伊勢湾横断ガスパイプライン（いせわんおうだんガスパイプライン）は、三重県四日市市の東邦ガス四日市工場および三重県三重郡川越町のJERA 川越火力発電所から伊勢湾の海底をくぐって愛知県知多市の知多地区LNG基地までを結ぶ天然ガスパイプラインである。伊勢湾に海底トンネルを掘って、その中にガスの導管が収められている。中部電力と東邦ガスの共同事業として建設された。2019年（平成31年）4月以降は、JERAと東邦ガスが使用している。

## 建設の背景
計画当時、中部電力は、知多半島側に知多火力発電所、知多第二火力発電所、新名古屋火力発電所の3か所の天然ガス火力発電所を有し、知多LNG基地から天然ガスを供給していた。大きな発電能力を持っていることから多量の液化天然ガス (LNG) を必要とするが、LNGの輸入は長期契約ベースであり、急な需要変動には対応しづらいという問題があった。LNG基地ごとに適正な在庫を維持できるように受入と払出を管理してきたが、ガスパイプラインを川越地区と知多地区の間で結ぶことにより両者の一体運用が可能になり、どちらの基地にでもLNGを入荷させられるようになって配船の自由度が高まるとともに、火力発電所の燃料供給信頼度の向上に寄与すると考えられた。
一方東邦ガスでも同様に、四日市工場と知多地区の間をパイプラインで結ぶことにより、相互の天然ガス払い出しの調整が可能となり、一体的なLNGの在庫管理・調整ができ、柔軟な基地運用と都市ガス供給の安定性向上に寄与するものとされた。そして、両社が共同で工事を実施することにより、単独で実施する場合に比べてトンネルの共有など合理的な建設ができるものとされた。

## 設計と構造
伊勢湾横断ガスパイプラインを構成するトンネルは、伊勢湾の海底部にシールド工法で建設された。知多半島側に建設された知多立坑と、川越火力発電所側に建設された川越立坑の両側から掘削して伊勢湾中央部で貫通させたI工区と、四日市工場に設けた四日市立坑から発進して川越立坑に到着したII工区に分けて建設された。I工区を中部電力が、II工区を東邦ガスが所管して建設した。
トンネルの建設にあたって、ガス導管の施工性や長期的な構造安定性の観点から、以下の通りの条件を設定した。
- 近接構造物との離隔を、トンネル直径の1.5倍以上とし、縦断勾配を5%以内とする。
- 最小土被りを陸上部で5メートル、海底部で10メートルとする。
- 将来的な航路整備水深や泊地での投錨を考慮する。
- 地震時の浮き上がりに対する安定を確保する。
- 立坑とその接合部を、圧密沈下影響のない深度とする。

また耐震設計として、仮設備とみなす立坑は工事期間中の安定を考えてレベル1地震動（構造物の耐用年数中に一度以上は受ける可能性が高いとされる、頻繁に起きている地震）に耐えるように考慮し、シールドトンネル本体は本設備として考慮してレベル1およびレベル2の地震動（構造物が受けうる将来にわたって最強と考えられる地震動）に耐えるように設計することにした。想定地震としては、東海・東南海・南海地震の3連動地震とした。メンテナンスフリーとするために、導管敷設後はトンネル内を中詰め材で充填して埋め戻すことにした。
伊勢湾の海底部には、おおむね完新世の南陽層の粘性土層と砂質土層が25メートルから40メートルにわたって堆積しており、その下に更新世の濃尾層や第一礫層、熱田層が堆積している。また知多側には東海層群が陸から海に向かって急激に下る形で分布している。前述の制約条件を満たしつつ極力礫層を掘削することを避けるために、川越側は熱田層上部から南陽層粘質土層、知多側は東海層群から南陽層粘質土層の中を掘進するように線形が計画された。
I工区は、川越立坑側から掘進した6,517メートルと、知多立坑側から掘進した6,797メートルの合計13,314メートルで、伊勢湾中央部で地中接合を行った。またII工区は全長3,980メートルである。トンネルは、I工区が内径3メートル、外径3.34メートル、II工区が内径2メートル、外径2.259メートルである。中部電力のガス導管は川越火力発電所と知多LNG基地間を結んでI工区のトンネル内に口径700ミリメートル、設計圧力7メガパスカルのものが敷設され、東邦ガスのガス導管は四日市工場から川越火力発電所経由知多LNG基地までのII工区・I工区のトンネル内に口径600ミリメートル、設計圧力7メガパスカルのものが敷設されることになった。
土木工事については、鹿島建設・清水建設の共同企業体 (JV) が担当し、鹿島建設が8割、清水建設が2割の割合で分担した。またガス導管の敷設工事は、JFEエンジニアリングが担当した。

## 建設
2006年（平成18年）12月に建設計画が発表され、2008年（平成20年）4月4日に着工された。
川越と知多の立坑は、ガス導管敷設までの仮設構造として計画した。ガス導管の施工条件から内径11,400ミリメートルとし、深さは川越立坑が52,000ミリメートル、知多立坑が50,000ミリメートルである。立坑の天端高さは高潮の影響を受けない高さを確保し、また深さはトンネルが既存の構造物に影響しない深さに設置できるように考慮して設計し、縦坑の底部から5メートル前後のところにトンネルが接続されている。
シールドトンネルは内径3,000ミリメートル、外径3,340ミリメートルで計画し、建設に使うセグメントについては、幅1,350ミリメートル、厚さ170ミリメートルの鉄筋コンクリート製のものを採用し、またエレクターで押し込むだけで組み立てられるピン式継ぎ手のものを採用した。1リング当たりのセグメント数は6個である。
川越側からは計画月進650メートル、知多側からは計画月進600メートルとしたことから、昼夜2交代制を採用し、1回の掘進とセグメント組立のサイクルタイムを36分から41分と設定した。泥水式シールド工法により、掘削後は排泥水を地上にある泥水処理設備まで送ることでズリの運搬を行った。結果的に、川越側は平均月進701メートル、知多側は平均月進644メートルとなり、どちらも計画値を上回った。2009年（平成21年）6月にシールドトンネルに着手し、2010年（平成22年）6月10日に通常の掘進が完了し、以降位置修正の掘進が行われた。
離隔50メートルまで接近した段階で、磁気探査（シールドのカッターに埋め込まれた磁石によって、回転時に生じる磁気波形を読み取って位置を測定する）により概略の相対位置を確認し、離隔20メートルまで接近した段階で放射性同位体を利用した探査（放射性同位体を設置したロッドから出る放射線を読み取って位置を測定する）により高い精度での相対位置確定を行った。しかし当初から相対位置精度が良好で、最初から放射性同位体を利用した測定が可能なほどであった。離隔50メートル時点では水平に57ミリメートル、鉛直に33ミリメートルの誤差で、その後修正掘進を行い最終的に水平に9ミリメートル、鉛直1ミリメートルの誤差となった。
両側からの掘進の接合は、たとえ両側で進捗が異なって先着後着がどちらになったとしても対応できるように、どちらでも受け入れ対応が可能なメカニカルドッキング方式を採用した。先着側のシールドが到達すると、外胴（外側の筒）を接合位置まで押し出し、内部のカッターヘッドは引き込む。後着側のシールドは相対位置の修正を行いながら掘進して、後着シールドが先着シールドの位置にたどりつく。後着シールドの内胴を押し出して先着シールド内に入り込んだのち、凍結工法で周辺の地山を凍結させて止水した後、覆工などを実施してトンネルを完成させ、シールドの内部部品を撤去した。2010年（平成22年）9月に地中接合が完了し、10月にI工区トンネルが完成した。
トンネル内の配管施工は、伊勢湾中央部から開始して、両側の立坑に向かって順次実施した。両側の立坑の下部において、12メートルの管を3本溶接したうえで設置場所まで電動トロッコにより運び込み、設置済みの管に溶接して設置する。東邦ガス用の600A配管では1日3サイクル×両立坑×12メートルで最大216メートル、中部電力用の700A配管では1日（2サイクル+12メートル）×両立坑で最大168メートルの配管が施工された。
2013年（平成25年）9月20日にすべての建設工事が完了した。建設費は非公開であるが、LNGタンクや桟橋の増強などの関連事業を含めた中部電力の総投資額は800億円前後であるとされる。

## 運用
2013年（平成25年）9月に中部電力側のガスパイプラインが運用を開始した。東邦ガスもほぼ同時期の稼働となった。
また、中部電力四日市火力発電所と大阪ガス滋賀ラインの多賀ガバナステーションの間を結ぶ中部電力・大阪ガス共同の天然ガスパイプラインである三重・滋賀ライン約60キロメートルも、2005年（平成17年）以降順次建設がすすめられ、2014年（平成26年）1月30日に運用を開始した。これにより、中部電力四日市LNGセンターから大阪ガス側への天然ガスの供給ができるようになるとともに、緊急時には大阪ガス側から天然ガスの供給を受けて中部電力の火力発電所を動作させることも可能となっている。さらに同時期に中部ガスが静岡ガスと結ぶガスパイプラインの静浜幹線を建設したことにより、中部地区のガス導管網は関東地区・関西地区の双方と結ばれることになった。
2019年（平成31年）4月、中部電力側のパイプラインは、中部電力と東京電力グループとの合弁会社であるJERAに移管された。